# Żabiny (gromada)
Żabiny – dawna gromada, czyli najmniejsza jednostka podziału terytorialnego Polskiej Rzeczypospolitej Ludowej w latach 1954–1972.
Gromady, z gromadzkimi radami narodowymi (GRN) jako organami władzy najniższego stopnia na wsi, funkcjonowały od reformy reorganizującej administrację wiejską przeprowadzonej jesienią 1954 do momentu ich zniesienia z dniem 1 stycznia 1973, tym samym wypierając organizację gminną w latach 1954–1972.
Gromadę Żabiny z siedzibą GRN w Żabinach utworzono – jako jedną z 8759 gromad na obszarze Polski – w powiecie działdowskim w woj. olsztyńskim na mocy uchwały nr 12 WRN w Olsztynie z dnia 4 października 1954. W skład jednostki weszły obszary dotychczasowych gromad Żabiny, Tuczki, Prusy i Nowa Wieś ze zniesionej gminy Żabiny w tymże powiecie. Dla gromady ustalono 11 członków gromadzkiej rady narodowej.
1 stycznia 1958 do gromady Żabiny włączono obszar zniesionej gromady Koszelewy w tymże powiecie.
1 stycznia 1960 do gromady Żabiny włączono wieś Koszelewki ze zniesionej gromady Jeleń w tymże powiecie.
31 grudnia 1961 do gromady Żabiny włączono wieś Myślęta ze zniesionej gromady Uzdowo w tymże powiecie.
31 grudnia 1967 z gromady Żabiny wyłączono część obszaru PGL nadleśnictwo Kostkowo (64 ha), włączając ją do gromady Burkat w tymże powiecie.
Gromadę zniesiono 22 grudnia 1971, a jej obszar włączono do gromad: Płośnica (miejscowości Gralewo, Murawki i Smolniki), Rybno (miejscowości Koszelewki, Koszelewy, Malinkowo, Nowawieś, Prusy, Rapaty, Szczupliny, Tuczki, Zofiówka i Żabiny oraz stację PKP Gralewo)  i Ruszkowo (miejscowość Myślęta) w tymże powiecie.